# 愛しい人よ永遠に 温もりを伝えて…
「愛しい人よ永遠に 温もりを伝えて…」（いとしいひとよえいえんに ぬくもりをつたえて）は、柿原徹也と羽多野渉の楽曲。柿原と羽多野のデュエットシングルとして2007年2月21日にハピネットから発売された。

## 概要
ラジオ関西『お金がほしいっ!!!』のパーソナリティ、柿原徹也と羽多野渉による楽曲。本曲は、OVA『お金がないっ』エンディングテーマに起用されたバラード調の美しい曲。
シングルの2曲目「Real Destiny 〜ユメヲミセテ〜」は、『お金がほしいっ!!!』のオープニングテーマに起用された

## 収録曲
| #         | タイトル                                                                             | 作詞      | 作曲      | 編曲      | 時間  |
| --------- | ------------------------------------------------------------------------------------ | --------- | --------- | --------- | ----- |
| 1.        | 「愛しい人よ永遠に 温もりを伝えて…」(OVA『お金がないっ』エンディングテーマ)          | milkboy   | milkboy   | milkboy   | 4:45  |
| 2.        | 「Real Destiny 〜ユメヲミセテ〜」(ラジオ関西『お金がほしいっ!!!』オープニングテーマ) | 横山武    | 鶴由雄    | 鶴由雄    | 4:00  |
| 3.        | 「愛しい人よ永遠に 温もりを伝えて…（Insrumental）」                                  |           |           |           | 4:45  |
| 4.        | 「Real Destiny 〜ユメヲミセテ〜（Insrumental）」                                     |           |           |           | 4:00  |
| 合計時間: | 合計時間:                                                                            | 合計時間: | 合計時間: | 合計時間: | 17:41 |